# Agustín Yáñez
Agustín Yáñez (ur. 4 maja 1904 w Guadalajarze, zm. 17 stycznia 1980 w Meksyku) – meksykański pisarz i polityk.

## Życiorys
Pracował jako prawnik. Był rozmiłowany w tradycjach i wartościach rejonu rodzinnej Guadalajary. W młodości był współpracownikiem pisma „Bandera de Provincias” („Sztandar Prowincji”), gdzie publikował przekłady z autorów takich jak m.in. Franz Kafka i James Joyce. W latach 40. zaczął pisać powieści, w 1947 napisał Al filo del agua (Burza za progiem - wyd. pol. 1965) o życiu w typowej meksykańskiej wsi zaraz przed rewolucją w Meksyku; użył w nim techniki strumienia świadomości (zapożyczonego od Williama Faulknera), monologu wewnętrznego i złożonej struktury wielu oczekiwanych cech nowych powieści latynoamerykańskich z lat 50. i 60. XX w. W 1959 wydał kontynuację Al filo del agua - La creación, będącą próbą określenia nowego klimatu kulturalnego po rewolucji meksykańskiej. W 1960 opublikował La tierra pródiga, w 1962 Las tierras flacas, a w 1964 Tres cuentos i Los sentidos al aire. Akcja większości jego dzieł toczy się w Jalisco, jego rodzinnym stanie. W 1952 został członkiem Meksykańskiej Akademii Języka, był też profesorem Uniwersytetu Narodowego w Meksyku. Sprawował urząd gubernatora stanu Jalisco (1953-1959), podsekretarza prezydenta Meksyku (1962-1964) i ministra oświaty Meksyku (1964-1970).